# Ed Victor
Edward Victor CBE (New York, 9 settembre 1939 – Londra, 7 giugno 2017) è stato un editore statunitense naturalizzato britannico.

## Biografia
Victor è nato il 9 settembre 1939, nel Bronx, New York City, figlio di genitori ebrei immigrati russi, che gestivano un negozio di attrezzature fotografiche. Andò alla Bayside High School nel Queens, poi si laureò al Dartmouth College, e dopo essersi diplomato frequentò il Pembroke College, Università di Cambridge, con una borsa di studio Marshall nel 1961.

### Editore
Victor sposò Michelene Samuels (conosciuta come la scrittrice Michelene Wandor) nel 1963; la coppia si trasferì Londra e ebbe due figli. Victor ha lavorato per la casa editrice della Oborne Press, poi parte del gruppo Express Newspapers di Lord Beaverbrook. Ha poi lavorato a tavolini da caffè per Weidenfeld e Nicolson. Poi fu spostato all'editoria generale, occupandosi dei lavori di Saul Bellow e Vladimir Nabokov.
Nel 1970, il suo primo matrimonio finì col divorzio, e cercando una nuova sfida, Victor fondò il giornale controculturale Ink (maggio 1971 - febbraio 1972) con i fondatori di Oz, Felix Dennis e Richard Neville. In conflitto su ciò che Ink avrebbe dovuto essere portò al suo fallimento, e Victor tornò negli Stati Uniti per lavorare per Knopf.

### Agente letterario
Victor ha sposato la sua seconda moglie, l'avvocato americano Carol Ryan, e dopo un anno di viaggio si fermano a Londra per stare vicino ai figli di Victor. Victor è stato uno dei primi ex giornalisti / editori a diventare un agente editoriale, quando negli anni '70 gli agenti letterari non erano ben visti dagli editori britannici. Tuttavia, molti cambiarono idea quando la prima vendita di Victor, nel 1976, del libro e i diritti cinematografici del romanzo di Stephen Shephard The Four Hundred fu di 1,5 milioni di dollari. Nel 2005, il cliente di Victor, John Banville, ha vinto il Booker Prize. Il giorno seguente Victor vendette le memorie di Eric Clapton per 4 milioni di dollari.
Invece di prendere "alla cieca" le sceneggiature inviategli, Victor iniziò ad acquisire clienti attraverso riferimenti personali. Nel 2003, Victor e sua moglie sono stati i secondi nella lista di Tatler fra gli ospiti più invitati a Londra, dopo Elton John.
Nel 2016 è stato nominato Commendatore dell'Ordine dell'Impero Britannico (CBE) per i suoi servizi alla letteratura. A settembre 2016 è stato riferito che David Cameron aveva firmato con Victor per scrivere le sue memorie.
Ha celebrato il 40 ° anniversario della sua agenzia letteraria, Ed Victor Ltd, nel novembre 2016.

## Vita personale
Con la sua seconda moglie, Carol Ryan, Victor viveva principalmente a Londra, con una casa secondaria negli Hamptons a Long Island, negli Stati Uniti. La coppia aveva un figlio Ryan, mentre Victor aveva figli Adam e Ivan dal suo primo matrimonio con Michelene Wandor. Nel 2002, Victor soffrì di un attacco di polmonite virale, da quale guarì completamente.
Lo stesso anno, Victor pubblicò il suo primo libro, The Obvious Diet - Il tuo modo personale di dimagrire velocemente senza cambiare stile di vita, attraverso Ebury Press e Arcade Publishing.
Victor è stato vicepresidente del consiglio di amministrazione dell'Almeida Theatre, della Trustee of the Arts Foundation e del Hay Festival, nonché direttore fondatore del Groucho Club.

## Morte
Victor soffriva di leucemia linfatica cronica quando morì di infarto il 7 giugno 2017. Lascia sua moglie, Carol e tre figli, Ryan, Ivan e Adam.

## Clienti
Dal sito ufficiale
- Douglas Adams (Estate)
- John Banville
- Johanna Basford
- Candice Bergen
- Carl Bernstein
- Max Brooks
- Mel Brooks
- Tina Brown
- Alastair Campbell
- Raymond Chandler (Estate)
- Eric Clapton
- Sophie Dahl
- Joe Eszterhas
- Sir Harold Evans
- Rupert Everett
- Sir Ranulph Fiennes
- Frederick Forsyth
- James Fox
- Mark Frost
- A. A. Gill
- Charles Glass
- Julian Glover
- Annabel Goldsmith
- Geordie Greig
- Josephine Hart (Estate)
- Jack Higgins
- Will Hutton
- Dylan Jones
- Nigella Lawson
- Kathy Lette
- Natascha McElhone
- Andrew Marr
- Iris Murdoch (Estate)
- Richard Neville
- Edna O'Brien
- Ben Okri
- Roman Polański
- Frederic Raphael
- Keith Richards
- Ruth Rogers
- Lisa St Aubin de Terán
- Gerald Scarfe
- Sir Stephen Spender (Estate)
- Pamela Stephenson
- Peter Stothard
- Pete Townshend
- Irving Wallace (Estate)
- Tim Waterstone
- Lord Lloyd Webber
- U2

Tra gli ex clienti vi sono Will Self e Erica Jong.